# Negin Khpalwak

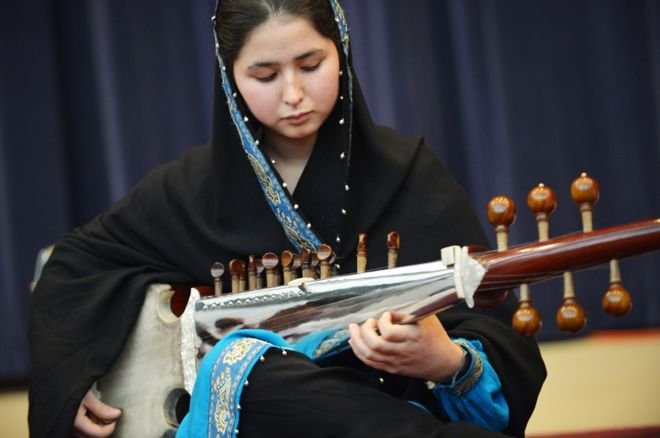
Negin Khpalwak (2016)

Negin Khpalwak (1997) là nữ nhạc trưởng đầu tiên của Afghanistan. Cô chỉ đạo Zohra - dàn nhạc giao hưởng nữ đầu tiên của Afghanistan thuộc Học viện Âm nhạc Quốc gia Afghanistan. Cô và dàn nhạc giao hưởng của mình đã có buổi biểu diễn tại Diễn đàn Kinh tế Thế giới tại Davos, Thuỵ Sĩ vào tháng 2 năm 2017.

## Thời thơ ấu
Negin sinh ra tại Kunar, một tỉnh phía Đông Bắc Afghanistan. Cô bắt đầu niềm đam mê âm nhạc từ khi còn bé, tuy nhiên, trong thời kỳ Taliban cai trị, âm nhạc hoàn toàn bị cấm. Thậm chí khi Taliban sụp đổ, rất nhiều người Hồi giáo bảo thủ vẫn không chấp nhận âm nhạc.
Sinh trưởng trong một gia đình Pashtun nơi mà phụ nữ chỉ có thể ở nhà nội trợ, Negin hoàn toàn giấu mọi người việc học nhạc của mình. Tuy nhiên, sau khi tiết lộ với cha, cô được ông ủng hộ và được gửi đến một trại mồ côi tại Kabul có tên gọi Tổ chức Giáo dục và Chăm sóc Trẻ em Afghan vào năm cô chín tuổi. Đây là nơi duy nhất Negin có thể đi học vào thời điểm đó.
Vào năm 13 tuổi, Negin được tuyển chọn vào Học viện Âm nhạc Quốc gia Afghanistan do nhà âm nhạc học Ahmad Naser Sarmast thành lập. Tại nơi này, cùng với 141 học sinh khác bao gồm 41 nữ sinh và một nửa số học sinh là trẻ mồ côi, Negin và các bạn được học nhạc.

## Sự nghiệp
Hiện sống tại Kabul, Negin chỉ đạo dàn nhạc giao hưởng nữ đầu tiên của Afghanistan thuộc Học viện Âm nhạc Quốc gia Afghanistan có tên gọi là Zohra. Dàn nhạc trình diễn cả các giai điệu dân gian của Afghan lẫn âm nhạc cổ điển phương Tây.
Dàn nhạc giao hưởng do Negin dẫn dắt đã có buổi biểu diễn tại Diễn đàn Kinh tế Thế giới ở Davos, Thuỵ Sĩ vào tháng 2 năm 2017 trước tour diễn của họ tại Đức và Thuỵ Sĩ.
Bất chấp đe doạ tấn công, áp lực và nguy hiểm từ các thành viên trong gia đình và những người Hồi giáo bảo thủ khác, Negin vẫn tiếp tục niềm đam mê âm nhạc của mình và trở thành nữ nhạc trưởng đầu tiên của Afghanistan. Chia sẻ trong một bài phỏng vấn với News Deeply, cô nhấn mạnh việc sẽ tiếp tục theo học nhạc tại nước ngoài và quay trở về quê hương để dạy nhạc cũng như thành lập thêm những dàn nhạc giao hưởng mới.